# ばい煙の排出の規制等に関する法律
ばい煙の排出の規制等に関する法律（ばいえんのはいしゅつのきせいとうにかんするほうりつ、昭和37年6月2日法律第146号）は、日本で最初に制定された大気汚染防止に関する法律である。略称はばい煙規制法、ばい煙排出規制法。
様々な問題が有り1968年には本法を根本的に見直した大気汚染防止法が制定された。

## 概要
ばい煙による汚染の著しい地域またはそのおそれのある地域を指定地域とし、指定地域内に設置されるばい煙発生施設について一定の排出基準を設けて、これを守る義務を課し、施設設置の際の届出義務、必要な場合に行政命令を出す権限、和解の仲介制度などを規定していた。また特定有害物質を指定して、事故発生時の措置について規制していた。
1963年の一部改正では地方条例との関係が明確にされ、本法の規制対象とならない小規模のばい煙発生施設に関して、条例で必要な規制を定めることができるとされた。その後、1968年に制定された大気汚染防止法に吸収され、廃止された。

## 歴史
大気汚染問題は、日本の高度経済成長における人口の都市集中、産業構造の重化学工業化に伴い、深刻化しつつあった。これに対して、大気汚染を適切に処理するための国による法制上の措置はなく、その処理の必要に迫られた地方公共団体が条例を制定してその解決を図っていた。しかし、経済の急速な成長とともに、大気汚染問題は地方公共団体の区域をこえた広域的な問題となり、国において大気汚染防止のための施策を講ずる必要が高まってきた。地方公共団体に比べて、国における公害対策は始まりが遅かった。厚生省は1955年8月生活環境汚染防止基準法案を作成したが、産業関係諸団体、関係省庁の反対が強かったこと等から、国会提出は不可能となった。通商産業省においては、大気汚染を公衆衛生問題としてのみ考えず、産業の健全発展を図るべく同省所管とすべきとの基本的思考で立法準備を開始し、1961年から通商産業省と厚生省は本格的な折衝を重ね、1962年6月に制定された。1963年にばい煙規制法の一部改正が行われ、地方公共団体は、政令で定めるばい煙発生施設以外の施設についても条例の対象とすることが明確化され、その後より広範かつ強力な内容をもった公害防止条例の制定等を通じ、この法律の下で地方公共団体が国の公害防止施策を先駆する役割を果たした。1967年には、三重県四日市市において、閉塞性肺疾患等の症状を発症していた周辺住民が、コンビナートを構成する 6 社（昭和四日市石油・三菱油化・ 三菱モンサント化成・三菱化成工業・中部電力・石原産業）を相手取って、不法行為による損害賠償請求を行った。工場等からのばい煙の排出等を規制し、自動車排出ガスの許容限度を定めること等により大気の汚染を防止するため、同年の公害対策基本法の制定を受けて、1968年にはばい煙規制法に代えて大気汚染防止法が制定された。

## 規制対象・規制内容

### 規制対象
- 工場・事業場において発生するばい煙(スス、硫黄酸化物等）及び特定有害物質(硫化水素等)[7]

### 規制内容
- ばい煙発生施設が集合し大気を著しく汚染している地域を規制対象地域として指定 (指定地域)[7]
- 指定地域について、ばい煙発生施設の種類ごとに排出口から排出されるばい煙の量 (ばい煙濃度)の許容限度として、排出基準を設定[7]
- 指定地域内のばい煙排出者に対し、施設設置する際の事前届出義務を課し、排出基準に適合しない場合には、その使用の方法の改善等について計画変更命令等を実施[7]
- ばい煙濃度の測定義務等の賦課 ・ 指定地域[7]

## 規制地域
ばい煙排出の規制地域(指定地域)が定められ、指定地域に係る排出基準が設定された。第1次の指定地域としては、京浜、阪神、北九州の三大既成工業地帯が取り上げられた。第1次指定地域に、ばい煙による局地的な公害が深刻化していた三重県四日市市は指定されていなかったため、適用地域に指定されることを強く要望したことから、1963年9月通商産業省の外局である工業技術院（現在の産業技術総合研究所）院長の黒川真武博士を団長として、八委員と四専門員の計十三人から成る「四日市地区大気汚染特別調査会」、通称黒川調査団が発足した。調査団による四日市市での各専門分野からの多角的総合的な調査が実施され、10項目の勧告がなされ企業、行政などが実施すべき公害防止対策が示された。
その結果、第2次指定として1964年（昭和39年）5月に四日市地区、第3次指定として同9月に千葉、名古屋、大牟田地区がそれぞれ指定された。
指定地域
- 第1次指定:京浜、阪神、北九州
- 第2次指定:四日市地区
- 第3次指定:千葉、名古屋、大牟田地区

## 問題
排出規制は煙突一本一本から出る煙に対して濃度を規制する「濃度方式」で、施設の設置については許可制ではなく届け出制であった。また、規制の権限が通産省にあって自治体にないという問題点もあり、工場密集地帯では多数の煙突による重複した汚染に対応できないという問題点があった。また、生活環境の保全についての経済調和条項が並列的に置かれており、経済発展を重視する考え方が強かった。

## 注意報・警報
注意報は、大気の汚染状況が悪化し、基準点の硫黄酸化濃度が0.22 ppm以上である状態が3時間以上、または0.3 ppm以上である状態が2時間以上継続し、気象庁により濃霧注意報が発表されているときなどの場合、また警報は大気汚染状況が極度に悪化し、基準観測点において0.55 ppmに達し、知事がその必要を認めた場合、気象条件を考慮して発令される。
主要都道府県における公害に係る警報発令状況を表している表
| 都道府県 | 年次     | 注意報回数 | 警報回数 |
| -------- | -------- | ---------- | -------- |
| 東京都   | 昭和40年 | 5          | 1        |
| 東京都   | 昭和41年 | 5          | 1        |
| 東京都   | 昭和42年 | 12         | 3        |
| 神奈川県 | 昭和40年 | 2          | 0        |
| 神奈川県 | 昭和41年 | 2          | 0        |
| 神奈川県 | 昭和42年 | 8          | 2        |
| 大阪府   | 昭和41年 | 2          | 0        |
| 大阪府   | 昭和42年 | 4          | 0        |
| 大阪府   | 昭和43年 | 11         | 0        |
| 兵庫県   | 昭和42年 | 1          | 0        |
| 千葉県   | 昭和42年 | 2          | 2        |
| 三重県   | 昭和41年 | 1          | 0        |
| 三重県   | 昭和42年 | 9          | 3        |

表からわかる通り年次が新しくなるにつれ注意報、警報が多くなっている。

## 大気汚染防止法との変更点
- ばい煙の排出の規制等に関する法律(ばい煙規制法)では、工場等がすでに集合して設置されてしまった後に地域の指定を行い規制していたが、大気汚染防止法(大防法)では、将来工場が集合して立地することが予想される地域 についても、あらかじめ指定できることとし、予防的な観点から規制を加えることがで きることとした点[14]。

- ばい煙規制法では、ばい煙発生施設の排出口(煙突)における濃度が排出基準として定められていたのに対し、大防法では、排出口の高さなどに応じた排出許容量を設定した点。さらに、指定地域のうち一定の地域の汚染が政令で定める限度をこえる場 合には、「特別の排出基準」を定めることができることとなった点[14]。

- 大気汚染が人の健康を損なうおそれがある場合(緊急時)には、都道府県知事は、予めばい煙排出者が届け出たばい煙量の減少計画に基づき、採るべき措置を勧告することができることとし、従来、協力要請ができるに過ぎなかった点の強化を図った点[14]。

## 先駆して制定された条例
以下に上げる条例の一例以外にも工業地帯や鉱山等のある首都圏や京阪神地区、北部九州などでも条例が制定されていた。また山口県宇部市では「宇部方式」という独自の基準が定められこれは本法の基準にも採用された。
- 大阪府煤煙防止規則(1932年)
- 東京都公害防止条例(1949年) - 「公害防止上適当な措置を講ずる」という規定以外に具体的な規制がなかった。
- 東京都ばい煙防止条例(1955年) - 規制区域を第1種、第2種と指定して、そこに立地する一定の事業場に排出基準の遵守を義務づけた。排出基準違反には行政命令が規定されていた。